# Constante de adsorción de Henry
La constante de adsorción de Henry es la constante que aparece en la isoterma de adsorción lineal, que formalmente se asemeja a la ley de Henry; por lo tanto, también se denomina isoterma de adsorción de Henry. Lleva el nombre del químico británico William Henry. Esta es la isoterma de adsorción más simple, ya que la cantidad de adsorbato de superficie se representa como proporcional a la presión parcial del gas adsorbente:
{\displaystyle X=K_{H}P}
donde:
- {\displaystyle X}: cobertura de la superficie,
- {\displaystyle P}: presión parcial,
- {\displaystyle K_{H}}: constante de adsorción de Henry.

Para las soluciones, las concentraciones o actividades se utilizan en lugar de las presiones parciales.
La isoterma lineal se puede utilizar para describir la parte inicial de muchas isotermas prácticas. Por lo general, se considera válido para coberturas superficiales bajas y la energía de adsorción es independiente de la cobertura (homogeneidad en la superficie).
La constante de adsorción de Henry se puede definir como:
{\displaystyle K_{H}=\lim _{\varrho \rightarrow 0}{\frac {\varrho _{s}}{\varrho (z)}},}
donde:
- {\displaystyle \varrho (z)} es la densidad numérica en fase libre
- {\displaystyle \varrho _{s}} es la densidad numérica de la superficie

## Aplicación en una pared permeable[2]
Si un cuerpo sólido está modelado por un campo constante y la estructura del campo es tal que tiene un núcleo penetrable, entonces
{\displaystyle K_{H}=\int \limits _{-\infty }^{x'}{\big [}\exp(-\beta u)-\exp(-\beta u_{0}){\big ]}dx-\int \limits _{x'}^{\infty }{\big [}1-\exp(-\beta u){\big ]}dx.}
aquí
- {\displaystyle x'} es la posición de la superficie divisoria,
- {\displaystyle u=u(x)} es el campo de fuerza externo, simulando un sólido,
- {\displaystyle u_{0}} es el valor de campo profundo en el sólido,
- {\displaystyle \beta =1/k_{B}T},
- {\displaystyle k_{B}} es la constante de Boltzmann, y
- {\displaystyle T} es la temperatura.

Presentamos "la superficie de adsorción cero"
{\displaystyle x_{0}=-\int \limits _{-\infty }^{0}{\widetilde {\theta }}(x)dx+\int \limits _{0}^{\infty }{\widetilde {\varphi }}(x)dx,}
donde
{\displaystyle {\widetilde {\theta }}={\frac {\exp {(-\beta u)}-\exp {(-\beta u_{0})}}{1-\exp {(-\beta u_{0})}}}}
y
{\displaystyle {\widetilde {\varphi }}={\frac {1-\exp {(-\beta u)}}{1-\exp {(-\beta u_{0})}}},}
obtenemos
{\displaystyle K_{H}(x')=[x'-x_{0}(T)][1-\exp(-\beta u_{0})]}
y el problema de {\displaystyle K_{H}} la determinación se reduce al cálculo de {\displaystyle x_{0}}.
Teniendo en cuenta que para la constante de absorción de Henry tenemos
{\displaystyle k_{H}=\lim _{\varrho \rightarrow 0}{\frac {\varrho (z')}{\varrho (z)}}=\exp(-\beta u_{0}),}
donde {\displaystyle \varrho (z')} es la densidad numérica dentro del sólido, llegamos a la dependencia paramétrica
{\displaystyle K_{H}=\int \limits _{-\infty }^{x'}{\big [}k_{H}^{{\widetilde {u}}(x)}-k_{H}{\big ]}dx-\int \limits _{x'}^{\infty }{\big [}1-k_{H}^{{\widetilde {u}}(x)}{\big ]}dx}
donde
{\displaystyle {\widetilde {u}}(x)={\frac {u(x)}{u_{0}}}.}

## Aplicación en una membrana estática[2]
Si una membrana estática es modelada por un campo constante y la estructura del campo es tal que tiene un núcleo penetrable y desaparece cuando {\displaystyle x=\pm \infty }:
{\displaystyle K_{H}=\int \limits _{-\infty }^{\infty }{\big [}\exp(-\beta u)-1{\big ]}dx.}
en este caso el {\displaystyle K_{H}} el signo y el valor dependen del potencial {\displaystyle u} y solo temperatura.

## Aplicación en una pared impermeable[3]
Si un cuerpo sólido es modelado por un campo constante de núcleo duro, entonces
{\displaystyle K_{H}=\int \limits _{-\infty }^{x'}\exp(-\beta u)dx-\int \limits _{x'}^{\infty }{\big [}1-\exp(-\beta u){\big ]}dx,}
o
{\displaystyle K_{H}(x')=x'-x_{0}(T),}
donde
{\displaystyle x_{0}=-\int \limits _{-\infty }^{0}\theta (x)dx+\int \limits _{0}^{\infty }\varphi (x)dx.}
aquí
{\displaystyle \theta =\exp {(-\beta u)}}
{\displaystyle \varphi =1-\exp {(-\beta u)}.}
Por el potencial sólido duro
{\displaystyle x_{0}=x_{step},}
donde {\displaystyle x_{step}} es la posición de la discontinuidad potencial. Entonces, en este caso
{\displaystyle K_{H}(x')=x'-x_{step}.}

## Elección de la superficie divisoria[2][3]
La elección de la superficie divisoria, estrictamente hablando, es arbitraria, sin embargo, es muy deseable tener en cuenta el tipo de potencial externo {\displaystyle u(x)}. De lo contrario, estas expresiones están en desacuerdo con los conceptos generalmente aceptados y el sentido común.
Primero, {\displaystyle x'} debe estar cerca de la capa de transición (es decir, la región donde varía la densidad numérica), de lo contrario significaría la atribución de las propiedades generales de una de las fases a la superficie.
Segundo. En el caso de una adsorción débil, por ejemplo, cuando el potencial está cerca del paso a paso, es lógico elegir {\displaystyle x'} cerca de {\displaystyle x_{0}}. (En algunos casos, elegir {\displaystyle x_{0}\pm R}, donde {\displaystyle R} es el radio de la partícula, excluido el volumen "muerto".)
En el caso de una adsorción pronunciada es aconsejable elegir {\displaystyle x'} cerca del borde derecho de la región de transición. En este caso, todas las partículas de la capa de transición se atribuirán al sólido, y {\displaystyle K_{H}} siempre es positivo. Tratando de poner {\displaystyle x'=x_{0}} en este caso conducirá a un fuerte cambio de {\displaystyle x'} al dominio de los cuerpos sólidos, que claramente no es físico.
Por el contrario, si {\displaystyle u_{0}<0} (fluido a la izquierda), es aconsejable elegir {\displaystyle x'} que se encuentra en el lado izquierdo de la capa de transición. En este caso, las partículas de la superficie se refieren una vez más al sólido y {\displaystyle K_{H}} vuelve positivo.
Así, salvo en el caso de la membrana estática, siempre podemos evitar la "adsorción negativa" para los sistemas monocomponente.